# Top Rope Promotions
La Top Rope Promotions (TRP) è una federazione di wrestling statunitense, con base a Fall River, in Massachusetts. È una delle federazioni indipendenti americane più antiche, essendo nata nel 1984, a non essere mai finita sotto il controllo del consorzio National Wrestling Alliance.

## Titoli
| Titolo                       | Campione           | Campione precedente | Data             | Luogo       |
| ---------------------------- | ------------------ | ------------------- | ---------------- | ----------- |
| TRP Heavyweight Championship | Biff Busick        | Matt Taven          | 14 luglio 2012   | New Bedford |
| TRP Tag Team Championship    | Eric & Shane Alden | Nick Steel & Vain   | 12 ottobre 2012  | Fall River  |
| TRP Interstate Championship  | Kevin Perry        | Brandon Webb        | 28 dicembre 2012 | Fall River  |